# Blephariceridae
Blephariceridae zijn een familie uit de orde van de tweevleugeligen (Diptera), onderorde muggen (Nematocera). Wereldwijd omvat deze familie zo'n 39 genera en 331 soorten.